# Le Supplice de Marsyas (Liss)
Pour les articles homonymes, voir Le Supplice de Marsyas.
Le Supplice de Marsyas (ou Apollon et Marsyas) est une peinture à l'huile sur toile de 58 × 48 cm réalisée par le peintre baroque Johann Liss vers 1627, et conservée aux galeries de l'Académie de Venise  en Italie.

## Description
Le tableau représente l'écorchement vif de Marsyas par Apollon, le satyre phrygien ayant imprudemment défié le dieu grec lors d'un concours musical,. Ce thème est repris, notamment, des Métamorphoses d'Ovide.